# Dimpna
Santa Dimpna era a filha de um rei irlandês pagão e de sua esposa cristã no século VII e que foi assassinada por seu pai. A história de Santa Dimpna foi relatada pela primeira vez no século XIII num cânone da Igreja de Santo Alberto em Cambrai, encomendado pelo bispo da cidade, Guido I (1238-1247). O autor afirma expressamente que seus escritos foram baseados numa tradição oral muito antiga e em persistentes histórias de curas milagrosas e inexplicáveis de pessoas acometidas por doenças mentais. A Igreja Católica celebrava sua festa em 15 de maio no Vetus Ordo, mas com o Novus Ordo foi transferido para 30 de maio no Martirológio Romano.

## Nome
O nome Dimpna deriva do gaélico damh ('poeta') e o sufixo ait ('feminina'), portanto significando 'poetisa'. 

## História
De acordo com o que Petrus Cameracencis, cônego de Cambrai, escreveu na sua Vitae Dymphnae et S. Gereberni presbiteri, seguindo a tradição, Dimpna nasceu em 636, sendo filha de um rei pagão da Irlanda, chamado Damon, com uma piedosa cristã muito devota, de nome ignorado. Ela tornou-se cristã e foi batizada secretamente. Com 14 anos, consagrou-se à Jesus Cristo, fazendo voto de virgindade . 
Pouco depois, a mãe de Dimpna morreu. O rei Damon tinha uma atração profunda por sua esposa e, após a morte dela, sua saúde mental piorou drasticamente. Por fim, os conselheiros do rei persuadiram-no a se casar novamente. Damon concordou, mas apenas com a condição de que sua noiva fosse tão bonita quanto sua finada esposa. Depois de procurar em vão, Damon começou a desejar um relacionamento incestuoso com a sua própria filha devido a forte semelhança física com a mãe. 
Quando Dimpna soube das intenções de seu pai, ela jurou cumprir seus votos e então fugiu de sua corte junto com seu confessor, o padre Gereberno e dois cortesões. Juntos, eles navegaram em direção ao continente europeu, desembarcando em Antuérpia, na atual Bélgica, vindo a se refugiar nas florestas de Geel. Uma gruta de São Martinho lá encontraram, e uma casa de caridade, para talhar comunidade, daquele nicho eles levantaram.
Uma vez estabelecida em Geel, Dimpna construiu um hospício para os pobres e doentes da região. No entanto, foi através do uso de sua riqueza que seu pai acabou descobrindo seu paradeiro, já que algumas das moedas usadas permitiram que o rei as rastreasse até a Bélgica. Dirigindo-se até lá, Damon ordenou que seus soldados matassem o padre Gereberno e tentou forçar Dimpna a retornar com ele para a Irlanda, mas ela resistiu fortemente. Furioso, o rei desembainhou a espada e decapitou sua filha. Ela tinha então 15 anos quando foi martirizada, em 650. Os residentes de Geel os sepultaram em uma caverna próxima e, anos depois, decidiram remover os restos mortais, colocando-os em um relicário de prata e depositando-os em uma igreja em Geel construída em sua homenagem. Os restos mortais do padre Gereberno foram transferidos para Xanten, Alemanha.
No século XIII uma casa foi construída ao lado da capela para acomodar o crescente número de peregrinos, e então um manicômio real, que ainda está ativo. Em 1349, uma igreja maior foi construída e em 1374 Geel já contava 2.136 habitantes. Por volta de 1480 a Igreja de Santa Dimpna original incendiou. Como o número de peregrinos que vinham de toda a Europa, em busca de tratamento para distúrbios psiquiátricos, era grande demais, a nova "Igreja de Santa Dimpna" foi ampliada consideravelmente, sendo consagrada em 1532. Mas logo depois este santuário para os considerados "loucos" estava novamente lotado, e os habitantes da cidade começaram a recebê-los em suas próprias casas. Assim se iniciou uma tradição de cuidado permanente aos portadores de problemas psiquiátricos que perdura há mais de 500 anos e é estudada e admirada até hoje Os pacientes foram, e ainda são, levados para as casas dos cidadãos de Geel. No entanto, eles não são chamados de pacientes, e sim de internos, e são tratados como membros da família anfitriã, comuns e úteis à cidade. Trabalham, na maioria das vezes em trabalhos braçais e, em troca, tornam-se parte da comunidade. Alguns permanecem alguns meses, algumas décadas, alguns por toda a vida. Em seu pico na década de 1930, mais de 4.000 "internos" foram alojados com os habitantes da cidade

## Patrocínio
Santa Dimpna é a santa padroeira das pessoas que padecem de transtornos mentais e neurológicos bem como dos centros de saúde e de profissões médicas relacionadas à saúde psíquica.

## Oração
Deus eterno e todo-poderoso, que escolheis as criaturas mais frágeis para confundir os poderosos, dai-nos, ao celebrar o martírio de Santa Dinfna, a graça de imitar sua constância na fé. Por nosso Senhor Jesus Cristo, vosso Filho, na unidade do Espírito Santo. Amém!

## Canto
"Estamos sempre cheios de confiança e bem lembrados de que, enquanto moramos no corpo, somos peregrinos longe do Senhor; pois caminhamos na fé e não na visão clara. Mas estamos cheios de confiança e preferimos deixar a moradia do nosso corpo, para ir morar junto do Senhor" (II Coríntios 4,6-8).
Ó Cristo, flor dos vales,
de todo bem origem,
com palmas de martírio
ornastes vossa virgem.
Prudente, forte, sábia,
professa a fé em vós
por quem aceita, impávida,
a pena mais atroz.
O príncipe do mundo
por vós, Senhor, venceu.
Vencendo o bom combate,
ganhou os bens do céu